# Jarosław Olav Horbańczuk
Jarosław Olav Horbańczuk (ur. 1965) – profesor, specjalność naukowa: genetyka i hodowla zwierząt, doskonalenie jakości żywności, nutrigenomika, od 2011 r. dyrektor Instytutu Genetyki i Hodowli Zwierząt Polskiej Akademii Nauk, członek korespondent Polskiej Akademii Nauk (od 2016).
Studia ukończył w 1991 r. w SGGW w Warszawie. Stopień doktora nauk rolniczych uzyskał w SGGW w 1994 r., doktora habilitowanego w 2000 r. w IGHZ PAN, a tytuł profesora w 2006 r. Odbył liczne zagraniczne staże naukowe, w Izraelu (1998), RPA (1999), Australii (2003/04) i USA (2009) oraz kilkadziesiąt krótkoterminowych pobytów naukowych w obu Amerykach (Kanada, Brazylia, Argentyna) i Azji (m.in. Japonia, Chiny, Korea Południowa) i wielu krajach Europy.
Członek Komitetu Nauk Zootechnicznych II Wydziału Polskiej Akademii Nauk, Przedstawiciel Polski w UE w Brukseli w zespole ekspertów z zakresu nauk o zwierzętach – Animal Task Force (od 2012 r.), członek zagraniczny Rosyjskiej Akademii Nauk (od 2010 r.) i Słowackiej Akademii Nauk (od 2013 r.), członek Zarządu Krajowej Rady Koordynatorów Projektów Badawczych UE, redaktor zarządzający czasopisma naukowego z listy filadelfijskiej „Animal Science Papers and Reports” z Impact Factor, członek European Association of Research Managers and Administrators, przewodniczący Komitetu Organizacyjnego i Naukowego – „World Ostrich Congress”, Warszawa 2002 (450 osób z 52 krajów świata).
Koordynator projektu „Animbiogen in EU – Centre of Excellence in Genomics, Biotechnology and Quality of Animal Products in Sustainable Production Systems with consideration of Animal Welfare” (2009-2012) w ramach 7. Programu Ramowego Unii Europejskiej.
Autor koncepcji i kierownik interdyscyplinarnego projektu realizowanego w ramach strategicznych programów badawczych MNiSZW „Biożywność – innowacyjne, funkcjonalne produkty pochodzenia zwierzęcego” w ramach konsorcjum naukowo-przemysłowego, 2010-2015 (43 granty).
Autor koncepcji i współkoordynator projektu „Bio-centrum – zwierzę, żywność i człowiek” 2009-2013.

## Publikacje
Jest autorem lub współautorem 10 książek o biologii i użytkowaniu strusi (wydanych w 6 językach: polskim, angielskim, niemieckim, rosyjskim, litewskim, łotewskim). Do roku 2015 opublikował ponad 60 publikacji w czasopismach z bazy Web of Science.
Jest współautorem 6 patentów dotyczących innowacyjnych produktów mięsnych o właściwościach prozdrowotnych nagrodzonych złotymi, srebrnymi i brązowymi medalami na światowych targach wynalazczości – Brussels Innova 2013 i 2014. W 2014 r. został nagrodzony przez Komisję Odznaczeń Królestwa Belgii do spraw Wynalazczości Krzyżem Kawalerskim za szczególne zasługi dla rozwoju wynalazczości europejskiej.

## Aktywność na forum międzynarodowym
Wykłady i wyniki badań prezentował na wielu zagranicznych uniwersytetach oraz międzynarodowych kongresach (głównie na zaproszenie) w 31 krajach, tj. w Izraelu, Japonii, RPA, Kanadzie, Brazylii (3-krotnie), Argentynie, Australii, USA, Chinach (3-krotnie), Korei Południowej, Hongkongu, Kazachstanie i wielu krajach Europy tj. we Włoszech, Niemczech, Hiszpanii, Portugalii, Holandii, Belgii, Francji, Danii, Norwegii, Irlandii, Grecji, Republice Czeskiej (3-krotnie), Słowacji (4-krotnie), Rosji (4-krotnie), Chorwacji, Łotwie (4-krotnie), Litwie, Ukrainie (6-krotnie), Białorusi. Wygłosił także ok. 500 wykładów w kraju i za granicą. Zrealizował kilkadziesiąt programów dla Telewizji Edukacyjnej i audycji radiowych z zakresu biologii i genetyki zwierząt.

## Tematyka badawcza i najważniejsze osiągnięcia naukowe
1. Pionier badań nad biologią i użytkowaniem strusi w Europie Środkowo-Wschodniej; wprowadził strusie do tej części Europy; jego podręczniki wydane w sześciu językach stanowią w świecie cenne kompendium wiedzy o strusiach,,[potrzebny przypis][12]
2. ostatnio badania koncentruje na poprawie jakości odżywczych i prozdrowotnych właściwości produktów pochodzenia zwierzęcego wytwarzanych w zróżnicowanych systemach produkcji i nutrigenomice; obejmują one m.in. genetyczne uwarunkowania produkcji żywności spełniającej kryteria żywności funkcjonalnej oraz wpływ diety na:
a) modyfikowanie składu chemicznego i wartości odżywczej mięsa, mleka ze szczególnym uwzględnieniem składników bioaktywnych,
b) na ekspresję genów z wykorzystaniem modeli zwierzęcych.
3. Jest współautorem opracowania innowacyjnych produktów o podwyższonej wartości odżywczej i prozdrowotnej m.in. mięso strusie i wieprzowinę o zwiększonej koncentracji składników bioaktywnych i obniżonej alergenności (zgłoszenia patentowe)[13].

## Rodzina
Żonaty, dwóch synów i córka: Olaf, Michał i Aleksandra.

## Wybrane publikacje
- Horbańczuk J.O., Struś afrykański, Wydawnictwo Auto-Graf. Warszawa 2003. ISBN 83-916046-2-4.
- Horbańczuk J.O., The Ostrich, Wyd. European Ostrich Group, Dania 2002.
- Merijn A. G. de Bakker, Donald A. Fowler, Kelly den Oude, Esther M. Dondorp, M. Carmen Garrido Navas, Jaroslaw O. Horbanczuk, Jean-Yves Sire, Danuta Szczerbińska, Michael K. Richardson. Digit loss in archosaur evolution and the interplay between selection and constraints. „Nature”. 500 (7463), s. 445–448, 2013. DOI: 10.1038/nature12336. PMID: 23831646.
- Ewa M. Kościuczuk, Paweł Lisowski, Justyna Jarczak, Nina Strzałkowska, Artur Jóźwik, Jarosław Horbańczuk, Józef Krzyżewski, Lech Zwierzchowski, Emilia Bagnicka. Cathelicidins: family of antimicrobial peptides. A review. „Molecular Biology Report”. 39 (12), s. 10957–10970, 2012. DOI: 10.1007/s11033-012-1997-x.
- P.K. Rybnik, J.O. Horbańczuk, E. Łukaszewicz, I.A. Malecki. The ostrich (Struthio camelus) ejaculate – effects of the method of collection, male age, month of the season, and daily frequency. „British Poultry Science”. 53 (1), s. 134–140, 2012. DOI: 10.1080/00071668.2011.643223.
- J.O. Horbańczuk, R. Parada, F.W. Huchzermeyer, K. Plaza. Four-legged ostrich (Struthio camelus) chick. „Veterinary Record”. 154 (23), s. 736, 2004. PMID: 15214526.
- J. Horbanczuk, J. Sales, T. Celeda, A. Konecka i inni. Cholesterol content and fatty acid composition of ostrich meat as influenced by subspecies. „Meat Science”. 50 (3), s. 385–388, 1998. DOI: 10.1016/S0309-1740(98)00028-X. PMID: 22061157.
- Sales,J., Horbanczuk,J. Ratite meat. „World’s Poultry Science Journal”. 54 (1), s. 59–67, 1998. DOI: 10.1079/WPS19980005.